# Henry Hassid
 (février 2014).
Si vous disposez d'ouvrages ou d'articles de référence ou si vous connaissez des sites web de qualité traitant du thème abordé ici, merci de compléter l'article en donnant les références utiles à sa vérifiabilité et en les liant à la section « Notes et références ».
Pas d'image ? Cliquez ici
Henry Hassid  est un pilote automobile français né le 15 janvier 1960.
Il dirige le groupe H2 Pharma depuis 1984 et s'engage dans la compétition automobile depuis 2000.

## Biographie
Henry Hassid commence la compétition automobile en 2000.
Entre 2000 et 2005, il navigue entre plusieurs compétitions :
- Formule Renault
- Superproduction
- Campus Biocarburant dont il est champion 2002
- Diester Cup
- Formule France.

En 2006, il dispute une saison partielle de Porsche Carrera Cup France, rate la victoire finale de peu face à Didier Moureu et prend gout à cette formule mono-marque.
Il participe alors à la Porsche Carrera Cup France dans la catégorie B gentleman-driver durant 5 saisons, de 2007 à 2011, avec 4 titres de champion de France à la clé : 2007, 2009, 2010 et 2011 (battu en 2008 par Philippe Gaillard). De 2006 à 2011, il cumule plus de 55 podiums dont 32 victoires.
En 2006 et 2007, il roule chez Pilotage Passion alors que ces 3 autres titres sont remportés au sein de l'écurie Pro GT by Alméras.
En 2012, Henry Hassid remporte le Championnat de France FFSA GT avec Anthony Beltoise sur une Porsche 911 GT3 R (997) du team Pro GT by Alméras avec 9 podium dont 3 victoires et termine 8e de la catégorie PRO-AM (1 podium) du Blancpain Endurance Series avec Anthony Beltoise et Roland Bervillé.
En 2013, le pilote francilien dispute le Championnat de France FFSA GT et le Blancpain Endurance Series avec Ludovic Badey sur une BMW Z4 GT3 du team TDS Racing. Il décroche 4 podium dont 2 victoires au Castellet, épreuve disputée en duo avec Kévin Estre. En Blancpain Endurance Series, il termine 5e du classement PRO-AM (2 podium) en ayant joué le titre jusqu'à la dernière course des 1 000 km du Nurburgring.
En 2014, il s'aligne sur 2 championnats complets : le Championnat de France FFSA GT et le Blancpain Endurance Series.
En Championnat de France FFSA GT, il s'aligne avec le pilote palois Mike Parisy sur une Audi R8 LMS Ultra du team Sebastien Loeb Racing. Après une saison extrêmement serrée, le duo décroche 6 podiums dont 2 victoires au Mans, lors de la première course de la saison et à Nogaro. C'est au dernier meeting du Castellet que le titre se joue et après de multiples rebondissements dont un drive-through dans les 5 derniers tours, il termine vice-champion de France à seulement 2 points du duo gagnant, 175 points à 177.
En Blancpain Endurance Series, sur une BMW Z4 GT3 du team TDS Racing, il termine 4e du classement PRO-AM avec Nick Catsburg malgré ces 2 premières victoires dans la série au meeting du Castellet et à la dernière course des 1 000 km du Nurburgring.
Grâce à quelques piges en European Le Mans Series, il termine 6e du classement GTC avec 41 points grace notamment à une victoire lors de la dernière course de la saison à Estoril sur une BMW Z4 GT3 du team Marc VDS Racing Team avec Bas Leinders et Markus Paltalla.
En 2015, Henry Hassid replonge pour une 4e fois dans le championnat Blancpain Endurance Series avec Franck Perera et Eric Dermont. La saison, marquée par plusieurs incidents, n'est pas une réussite. En parallèle, il est aligné par BMW Motorsport en compagnie de Jesse Krohn et Andy Priaulx chez Marc VDS Racing Team en European Le Mans Series sur une BMW Z4 GTE. Avec quatre arrivées à la 4e place ainsi qu'une victoire, comme l'année précédente, à Estoril, le trio termine vice-champion d'Europe pour quelques petits points. Cette 2e place leur permet de se qualifier pour les 24 heures du Mans 2016, invitation qui ne sera pas honorée à cause de la disparition de l'écurie.
En 2016, il roule sur une Audi R8 LMS Ultra du team ISR Racing en Blancpain Endurance Series avec Franck Perera et Philippe Giauque comme équipiers. Le trio réalise une excellente saison notamment en termes de régularité (5 arrivées sur 5 dans le Top 5) agrémentée d'une 2ème place aux 24 heures de Spa. Vice-champions, il ne leur aura manqué qu'une victoire, à Silverstone notamment où celle-ci s'est envolée dans le dernier tour, pour que la saison soit parfaite.
En parallèle, Henry Hassid s'engage pour la première fois en Lamborghini Super Trofeo aux côtés de Nicolas Armindo chez Konrad Motorsport. Le duo est performant et termine dans le top 5 sur les 8 courses qu'ils terminent (4 podiums dont 1 victoire à Monza). Malheureusement, les 4 abandons seront de trop pour lutter face aux spécialistes Kujala/Amstutz.
L'année 2017 s'annonce également chargée ! Tout d'abord avec un retour dans le nouveau Championnat de France FFSA GT sur une Porsche Cayman GT4 avec le jeune talent Steven Palette chez une ancienne connaissance : Pro GT by Alméras.
La vitesse du duo fut démontrée tout au long de la saison mais une concurrence acharnée, des décisions extérieures étonnantes (6 déclassements) et un manque de réussite (crevaison dans le dernier tour à Dijon) n'ont pas permis au duo de jouer la gagne malgré 3 podiums dont 1 victoire à Dijon.
Dans le même temps, après un début de programme LMP3 en ELMS chez Duqueine Engineering tué dans l'oeuf, Henry Hassid est aligné, en tant que seul francais, par Charles Pozzi en Ferrari Challenge sur 10 des 14 manches du championnat. L'association est une réussite, l'équipe remporte 7 victoires mais n'est finalement pas en position de rattraper le retard pris et de remporter le titre. Henry Hassid termine ensuite vice-champion du monde à la Finali Mondiali du Mugello.

## Palmarès
- Champion 2002 de Campus Biocarburant
- Champion 2007, 2009, 2010, 2011 de Porsche Carrera Cup France (catégorie B)
- Champion 2012 de Championnat de France FFSA GT avec Anthony Beltoise
- Vice-Champion 2014 de Championnat de France FFSA GT avec Mike Parisy
- Vice-Champion 2015 de l'European Le Mans Series avec Andy Priaulx et Jesse Krohn (Catégorie GTE)
- Vice-Champion 2016 PRO-AM du Blancpain Endurance Series avec Philippe Giauque et Franck Perera
- Vice-Champion 2016 PRO-AM du Lamborghini Super Trofeo avec Nicolas Armindo
- Vice-Champion 2017 d'Europe et du Monde en Ferrari Challenge
- Champion AM 2022 de GT2 European Series
- Champion PRO-AM 2023 de GT2 European Series avec Anthony Beltoise
- Champion 2024 en Ferrari Challenge Europe et Champion du Monde lors de la Finali Mondiali à Imola